# Margarita Montllor
Margarita Montllor, coneguda com a Margarita Tafanera, (c. 1575 – 1619) va ser una mestressa de casa catalana, processada en tres ocasions per bruixeria i vinculada a la localitat de Terrassa. Va arribar a Terrassa pels volts del 1591, amb 16 anys, molt probablement per a casar-se amb Bernat Tafaner, un teixidor de llana nascut a la vila. Des d'aleshores va rebre el nom de Margarita Tafanera.
Els Tafaner van ser una família de teixidors terrassencs que vivien al carrer de Calabruixa, posteriorment reanomenat com a carrer de Baix. Segons la documentació de l'època, es tractava d'una família amb seriosos problemes econòmics i molt conflictiva, tan pel que fa als progenitors com pel que fa als seus tres fills (Joan, Narcís i Jaume). A més, el germà de Margarita, Jaume Montllor, vivia a la casa del costat i va protagonitzar tot un seguit de disputes violentes amb els seus nebots, incloent agressions, insults i escopetades, disputes que van esvalotar la ciutat de Terrassa durant alguns anys.
El 1615, Margarita —juntament amb Joana de Toy, Eulàlia Totxa i Peirona Moles— va ser acusada de bruixeria. Quan intentava fugir va ser arrestada i va passar uns mesos a les presons secretes que la Inquisició tenia a Barcelona. Joana Farrés, la dona que va introduir a Margarita en l'art de la bruixeria, va testificar en contra seva i va acusar-la d'obeir les ordres de Satanàs. Margarita va ser jutjada pel batlle de Terrassa, que va deixar el seu cas en mans del Sant Ofici de la Inquisició de Barcelona. Aquest tribunal va jutjar-la per segona vegada aquell mateix any, però la causa va ser desestimada i Margarita va ser alliberada.
El 1619, els escàndols al carrer de Calabruixa continuaven. Margarita, que havia fet fora de casa a un dels seus fills, va acabar embogint i es dedicava a robar llenya i faves, entre altres coses. L'any anterior havia estat acusada de passejar-se pels teulats de les cases i el mes de maig de 1619 va ser arrestada de nou. Va patir turments i un linxament públic que la va deixar mig moribunda. Finalment, va acabar confessant i autoinculpant-se de tot allò que se l'acusava. Va ser jutjada per bruixeria juntament amb altres cinc dones de la vila i foren sentenciades a morir a la forca el 26 d'octubre de 1619. El tribunal va ser el de la batllia de Terrassa. L'execució es va dur a terme al lloc anomenat de la Pedra Blanca a Terrassa.
Els tres judicis a Margarita Tafanera estan encabits en el període històric de la cacera de bruixes comprés entre els anys 1615 i 1630, període durant el qual milers de dones van ser jutjades a Catalunya. Coincidint amb una etapa de desastres naturals, moltes d'aquestes dones varen ser acusades d'invocar pedregades i de provocar la malaltia i la mort dels seus veïns.